# Budapest Grand Prix 2008
Budapest Grand Prix 2008 — жіночий тенісний турнір, що проходив на відкритих кортах з ґрунтовим покриттям у Будапешті (Угорщина). Це був 14-й за ліком Hungarian Ladies Open. Належав до турнірів 3-ї категорії в рамках Туру WTA 2008. Тривав з 7 до 13 липня 2008 року. Друга сіяна Алізе Корне здобула титул в одиночному розряді й отримала 28 тис. доларів США.

## Фінальна частина

### Одиночний розряд
Алізе Корне —  Андрея Клепач, 7–6(7–5), 6–3
- Для Корне це був 1-й титул за кар'єру.

### Парний розряд
Алізе Корне /  Жанетта Гусарова —  Ванесса Генке /  Іоана Ралука Олару, 6–7(5–7), 6–1, [10–6]